# Chevrolet Celta
La Chevrolet Celta è una vettura prodotta dalla casa automobilistica statunitense Chevrolet dal 2000 fino al 2015 e venduta esclusivamente in Sudamerica.
In Argentina la vettura è stata rimarchiata come Suzuki Fun.

## Storia
Lanciata in Brasile nel 2000 come 2 volumi a tre porte con un motore a benzina da 1.0 litro e 60 CV (44 kW), la vettura condivideva il telaio e gran parte della meccanica con la coeva Corsa B. Nel 2002 è arrivata una versione a cinque porte e la potenza del motore è stata aumentata a 70 cavalli (51 kW) a 6.400 giri/min. Nel 2003 è stato introdotto un propulsore da 1.4 litri. 
Nel 2006 la Celta è stata sottoposta a un restyling, che ha interessato il frontale e in misura minore il posteriore, dando un aspetto più moderno alla vettura; contemporaneamente c'è stato un miglioramento della qualità costruttiva. All'interno vi è un nuovo cruscotto. La versione berlina, denominata Chevrolet Prisma è stata presentata all'inizio del 2007.  L'unico motore disponibile è un motore a benzina/etanolo Econo.Flex da 1,4 litri, una potenza massima di 97 CV quando si utilizza l'etanolo e 95 CV quando si utilizza la benzina.
Sul fronte della sicurezza, la Chevrolet Celta è stata valutata come altamente pericolosa dall'ente Latin NCAP nel 2011, ottenendo nei crash test solo una stella per la protezione degli occupanti adulti e due stelle per i bambini.